# Mary Jodi Rell
Mary Jodi Rell (Norfolk, 16 de junho de 1946 – Flórida, 20 de novembro de 2024) foi governadora do Connecticut, pelo Partido Republicano, de 18 de julho de 2004 até 3 de janeiro de 2011.

## Morte
Rell morreu em 20 de novembro de 2024, em um hospital na Flórida, após uma curta doença, aos 78 anos.